# Whitefish Bay
Whitefish Bay – wieś w Stanach Zjednoczonych, w stanie Wisconsin, w hrabstwie Milwaukee.